# Левицкий, Григорий Васильевич
Григо́рий Васи́льевич Леви́цкий (27 октября (8 ноября) 1852, Харьков — 13 (26) октября 1917, Петроград) — русский астроном; заслуженный профессор; тайный советник.

## Биография
Родился в Харькове, в семье адвоката. По окончании с золотой медалью 3-й харьковской гимназии поступил в 1870 году на физико-химическое отделение физико-математического факультета Харьковского университета, в 1871 году перешёл в Горный институт в Санкт-Петербурге, а затем — в Санкт-Петербургский университет. После окончания университета в 1874 году со степенью кандидата, работал в Пулковской обсерватории; сначала — сверхштатным астрономом, а с 1876 года — вычислителем, являясь в то же время стипендиатом Санкт-Петербургского университета для приготовления к получению учёной степени.
В 1879 году защитил диссертацию «Об определении орбит двойных звезд», получил степень магистра и был назначен доцентом Харьковского университета по кафедре астрономии и геодезии. В 1884—1894 годах — экстраординарный профессор этого университета. Способствовал созданию Харьковской обсерватории. В 1894 году был переведён и. д. ординарного профессора в Юрьевском университете. С 1 января 1895 года — в чине действительного статского советника.
В 1898 году был удостоен Харьковским университетом степени доктора honoris causa и после 1900 года был утверждён в должности ординарного профессора Юрьевского университета. В 1903—1905 годах был ректором Юрьевского университета, одновременно оставаясь директором Юрьевской обсерватории. Получил звание заслуженного профессора.
В 1908—1911 годах — попечитель Виленского, а в 1911—1914 годах — Варшавского учебных округов; с 1 января 1914 года — тайный советник. С 1915 года преподавал в Женском педагогическом институте в Петрограде. В 1915—1917 годах был председателем Русского астрономического общества.
Организовал в Харьковской обсерватории систематические наблюдения солнечных пятен, установил в ней меридианный круг. Занимался изучением способов определения орбит двойных звезд. Определил разность долгот Харькова и Николаева. Проводил гравиметрические наблюдения, работал с горизонтальными маятниками, служащими для регистрации приливных колебаний земной коры. Является одним из основателей русской сейсмологии и пионером применения горизонтальных маятников для сейсмических целей. Пытался найти критерии для прогноза землетрясений. Активно занимался историей отечественной науки, написал труды по истории Тартуской и Харьковской обсерваторий.
Похоронен на Смоленском кладбище.
Был женат, имел шестерых дочерей.